# Happy End mit Hindernissen
Happy End mit Hindernissen (Originaltitel: Ils se marièrent et eurent beaucoup d’enfants) ist eine französische Filmkomödie von Yvan Attal aus dem Jahr 2004.

## Handlung
Der Film behandelt das Leben dreier befreundeter Mittvierziger. Im Mittelpunkt steht Vincent, der seine Frau und seinen Sohn zwar liebt, aber dennoch eine Geliebte hat, die ihm ebenfalls sehr wichtig ist. Sein Freund Georges streitet sich immer mit seiner Frau Nathalie, die Ehe befindet sich in einer Art Dauerkrise, was die Stimmung zwischen den beiden anheizt und der Ehe einen Kick gibt. Ein weiterer Freund Vincents, Fred, ist ein Womanizer, allerdings sehnt er sich nach einer Familie, nach einer Frau, die zu Hause auf ihn wartet. So ist ein jeder ein wenig eifersüchtig auf das Leben des anderen.
Gabrielle trifft in einem Musikladen einen Fremden, mit dem sie flirtet. Allerdings verpasst sie die Chance, ihn anzusprechen, und so verschwindet er und lässt sie deprimiert zurück. Wenig später wird enthüllt, dass ihr Mann Vincent sie betrügt. Daraufhin wird auch klar, dass Gabrielle dies weiß, obwohl er es ihr noch nicht gesagt hat.
Die Handlung springt zwischen verschiedenen Zeitebenen hin und her. So sieht man Gabrielle, die die eigene Wohnung als Maklerin anbietet. Dabei erinnert sie sich, wie Vincent seinen Sohn zum Wochenende von Gabrielle aus dieser Wohnung abholt, die dann offensichtlich seine Exfrau ist. Dann erinnert sich Gabrielle an eine noch frühere Zeit, als sie mit Vincent in der Wohnung zusammen wohnte. So essen sie gemeinsam, plötzlich bewerfen sie sich ausgelassen mit Lebensmitteln und starten eine Kissenschlacht. In der Wohnung sieht man zahlreiche Essensspuren auf den Wänden. Die Ehepartner lieben sich im Bett.
Gabrielle macht danach Urlaub alleine mit ihrem Sohn. Sie erklärt ihre Situation einem Fremden, mit dem sie zwar zuvor geflirtet hat, dem sie aber auch klarmacht, dass sie ihren Mann nicht ebenfalls betrügen will. Zurück zu Hause emanzipiert sie sich weiter von ihrem Mann und sucht auch ein Haus auf dem Land aus. Vincentes Geliebte lernt zufällig Gabrielle kennen und erkennt, wer sie ist. Das nimmt sie sehr mit – weshalb sie später Vincent auch mitteilt, dass die Situation unerträglich für sie geworden ist.
Gabrielle und Vincent ziehen in das Haus auf dem Lande, er trifft sich trotzdem weiter mit seiner Geliebten. Georges und seine Frau begreifen in stillem Einvernehmen, dass die Streitereien ihre Ehe am Leben erhalten, und geben sich damit zufrieden. Fred erfährt, dass er Vater wird, und obwohl er die Frau nicht liebt, freut er sich auf sein Kind.
Gabrielle trifft den Fremden im Aufzug wieder, dem sie eine Wohnung zeigen soll. Sie fahren gemeinsam nach oben; zuerst sieht man die Hauswände im Hintergrund, dann den Himmel, was andeutet, dass alles nur in der Fantasie Gabrielles geschieht oder die Fahrt symbolisch in eine „himmlische“ Zukunft führt. Gabrielle und der Fremde küssen sich am Ende.

## Produktion und Veröffentlichung
Der Film wurde in Paris und in Marrakesch gedreht. Die Kostüme entwarf Jacqueline Bouchard.
Seine Weltpremiere hatte der Film am 14. Mai 2004 auf den Filmfestspielen von Cannes. Am 14. September 2004 wurde er auf dem Toronto International Film Festival gezeigt. Der Film lief auch in einzelnen Kinos der USA, wo er ca. 252.000 US-Dollar einspielte. In Frankreich verbuchte er insgesamt ca. 881.000 Kinozuschauer.
2004 brachte EMI Records France eine CD der Filmmusik heraus. Sie enthält insgesamt 15 Titel u. a. von Louis Bretignac, Cousteau, Brad Mehldau, Radiohead, Sparklehorse, The Velvet Underground, The Cinematic Orchestra.
2009 veröffentlichte Lighthouse Home Entertainment eine DVD in französischer und deutscher Sprache.

## Kritiken
Ruthe Stein schrieb im San Francisco Chronicle vom 17. Juni 2005, der Film stelle dieselben Fragen wie Ein unmoralisches Angebot, jedoch seien die Antworten weit realistischer. Die Rolle des von Emmanuelle Seigner gespielten Charakters sei schlecht geschrieben oder sie übertreibe mit ihrem Spiel; sie verleihe dem Film eine falsche Note.
Das Lexikon des internationalen Films nennt den Film eine „beschwingte bis bissige Komödie“, „intelligent entwickelt“, mit überzeugenden Darstellern.
Rotten Tomatoes schrieb, der Film weise gute Darstellungen auf, aber Witz und Charme aber fehlten. („Though this French film features good acting, it lacks the wit and charm one would expect to see.“)